# Pagayawan
Pagayawan est une localité de la province de Lanao du Sud, aux Philippines. En 2015, elle compte 13 139 habitants.